# 歴史みらいパーク
歴史みらいパーク（れきしみらいパーク）は、青森県三戸郡五戸町にある、1998年（平成10年）に開園した公園。園内には図書館や代官所復元施設等が設置されている。

## 代官所
五戸代官所は1635年（寛永12年）頃に開所したと推定され、1869年（明治2年）に廃止された約230年間設置された。統轄範囲は盛岡南部藩28カ村（三戸郡下13カ村、北郡下15カ村）。現在の建物は当時の代官所の平面図を基に復元されたもの。門は文久年間（1861～1864年）の建築と推定される。1974年（昭和49年）、町から有形文化財に指定された。1976年（昭和51年）、老朽化していた屋根と土台を修復。

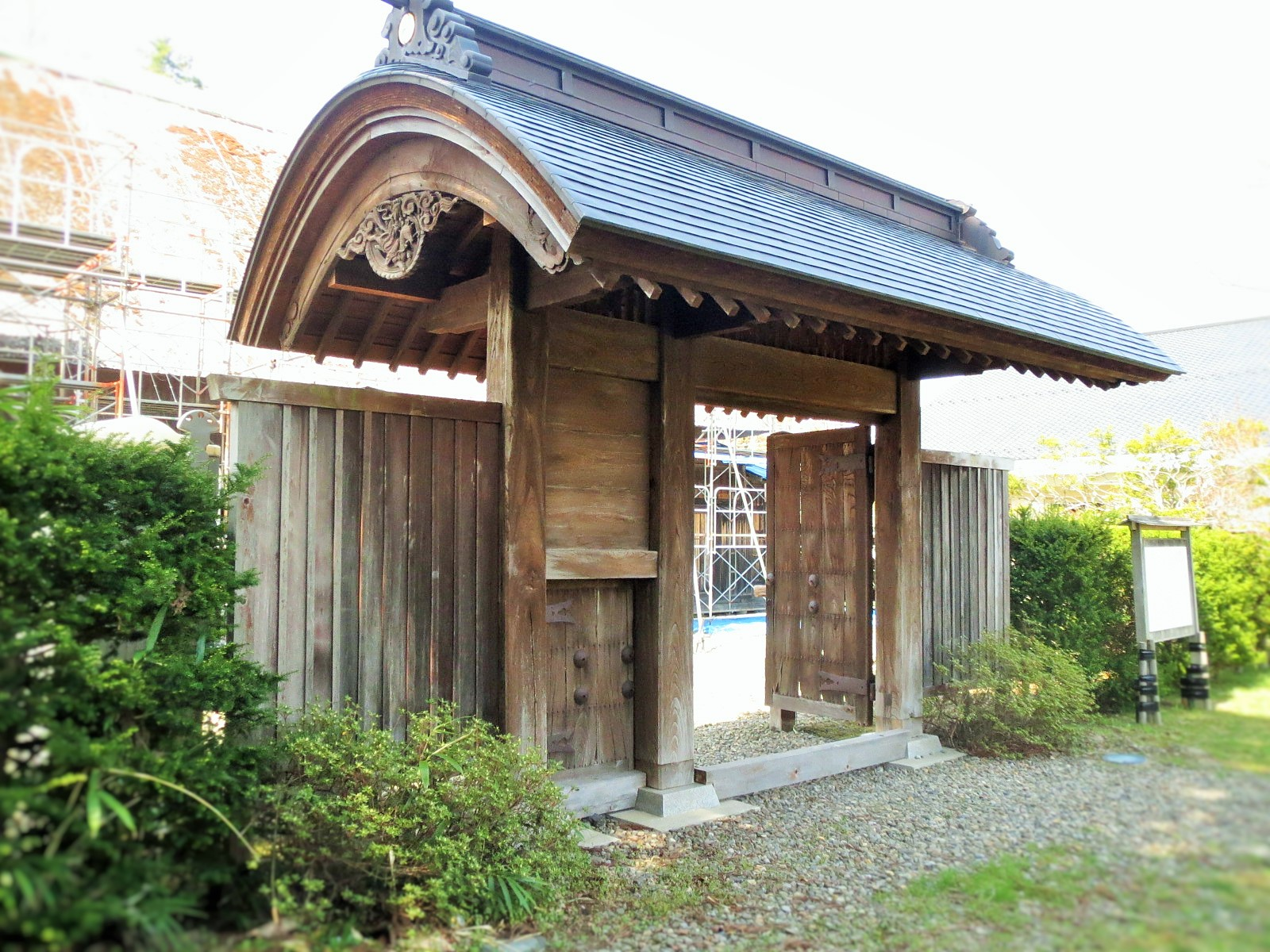
五戸代官所門

## 図書館
蔵書の他、雑誌・新聞コーナー、児童コーナー、AVコーナー、閲覧室がある。
- 開館時間

火曜日～金曜日 – 午前10時から午後7時
土、日曜日、国民の祝日 - 午前9時から午後5時
- 休館日

月曜日、館内整理日

## 木村秀政メモリアルホール みらパ
図書館の併設施設として五戸町の名誉町民で航空機研究者である木村秀政を顕彰する資料館「木村秀政ホール」として開設されていたが、2025年（令和7年）7月1日に交流施設「木村秀政メモリアルホール みらパ」としてリニューアルオープンした。施設内の天井にはN-58の実寸大模型が設置されている。また、リニューアルによりキッズスペースとカフェテナントが導入された。

## 交通
- JR東日本八戸駅から南部バス中央バス停下車徒歩3分